# The Woman in Red (Soundtrack)
The Woman in Red von Stevie Wonder ist das Soundtrack-Album zum Film Die Frau in Rot von 1984. Neben Stevie Wonder sang auch Dionne Warwick drei Lieder des Soundtracks ein.
Das Album enthält mit I Just Called to Say I Love You Wonders größten Hit. Das Lied wurde bei der Oscarverleihung 1985 als Bester Song ausgezeichnet. Als Singles wurden außerdem noch Love Light in Flight und Don’t Drive Drunk ausgekoppelt.
In den US-Alben-Charts erreichte das Album Platz 4 und im Vereinigten Königreich Platz 2.

## Entstehung
Die Filmproduzenten hatten bereits Dionne Warwick für die Filmmusik verpflichtet, als die ihren Labelkollegen Stevie Wonder um einige Kompositionen für den Film bat. Sieben der acht Kompositionen stammen von Wonder, das Instrumentalstück It’s More Than You stammt von Ben Bridges, einem Sessionmusiker, mit dem Wonder seit 1976 zusammenarbeitete. Die Songs It’s You und Weakness wurden als Duett von Wonder und Warwick aufgenommen, bei Momenta Aren’t Moments singt Warwick alleine. Wonder verwendete mit I Just Called to Say I Love You auch einen Song, den er bereits Ende der 1970er geschrieben hatte, der jedoch bisher unveröffentlicht geblieben war. Dies führte nach dem Gewinn des Oscars als bester Filmsong zu Kontroversen, denn die Vergaberegeln besagen, das ein Titel nur ausgezeichnet werden könne, wenn er für den Film geschrieben worden sei.
Das Album wurde in den Wonderland Studios in Los Angeles aufgenommen und abgemischt und von Wonder zusammen mit Gary Olazabal produziert, mit dem Wonder bereits mehrere Jahre arbeitete. 1984 von Motown Records als Vinyllangspielplatte und Musikkassette veröffentlicht, folgte 1987 die Veröffentlichung im Format Compact Disk.

## Titelliste
1. The Woman in Red – 4:39
2. It’s You (Duett mit Dionne Warwick) – 4:55
3. It’s More Than You (Instrumental) – 3:15
4. I Just Called to Say I Love You – 6:16
5. Love Light in Flight – 6:54
6. Moments Aren't Moments (gesungen von Dionne Warwick) – 4:32
7. Weakness (Duett mit Dionne Warwick) – 4:13
8. Don’t Drive Drunk – 6:33

## Rezeption
Das Filmmusikalbum wurde im November 1984 mit einer Platinschallplatte der RIAA und im Februar 1985 mit einer Platinschallplatte der BPI zertifiziert.
Insbesondere das Musikvideo zu I Just Called to Say I Love You, in dem Wonder mit dunkler Sonnenbrille und Glitzeranzug am Klavier sitzt und sich mit nach links und rechts wiegendem Kopf einen überdimensionierten roten Telefonhörer ans Ohr hält, wurde oft parodiert.

## Kommerzieller Eefolg

### Chartplatzierungen
| ChartsChartplatzierungen       | Höchstplatzierung | Wochen/ Monate |
| ------------------------------ | ----------------- | -------------- |
| Deutschland (GfK)              | 3 (28 Wo.)        | 28 Wo.         |
| Österreich (Ö3)                | 2 (5,5 Mt.)       | 5,5 Mt.        |
| Schweiz (IFPI)                 | 2 (22 Wo.)        | 22 Wo.         |
| Vereinigte Staaten (Billboard) | 4 (40 Wo.)        | 40 Wo.         |
| Vereinigtes Königreich (OCC)   | 2 (19 Wo.)        | 19 Wo.         |

| ChartsJahrescharts (1984) | Platzierung |
| ------------------------- | ----------- |
| Deutschland (GfK)         | 49          |
| Österreich (Ö3)           | 24          |

### Auszeichnungen für Musikverkäufe
| Land/Region                  | Auszeichnungen für Musikverkäufe (Land/Region, Auszeichnung, Verkäufe) | Verkäufe  |
| ---------------------------- | ---------------------------------------------------------------------- | --------- |
| Deutschland (BVMI)           | Gold                                                                   | 250.000   |
| Finnland (IFPI)              | Platin                                                                 | 53.626    |
| Hongkong (IFPI/HKRIA)        | Platin                                                                 | 20.000    |
| Kanada (MC)                  | 2× Platin                                                              | 200.000   |
| Neuseeland (RMNZ)            | Gold                                                                   | 10.000    |
| Niederlande (NVPI)           | Gold                                                                   | 50.000    |
| Portugal (AFP)               | Gold                                                                   | 70.000    |
| Spanien (Promusicae)         | Gold                                                                   | 50.000    |
| Vereinigte Staaten (RIAA)    | Platin                                                                 | 1.000.000 |
| Vereinigtes Königreich (BPI) | Platin                                                                 | 300.000   |
| Insgesamt                    | 5× Gold · 6× Platin ·                                                  | 2.003.626 |

Hauptartikel: Stevie Wonder/Auszeichnungen für Musikverkäufe